# Arteria buccalis

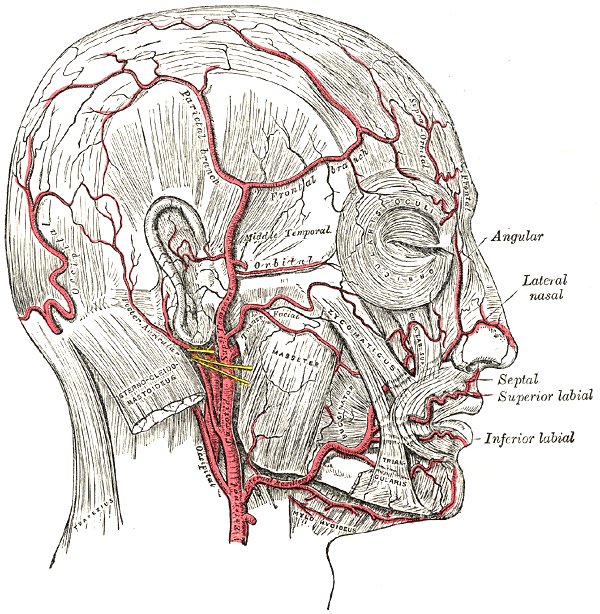
Kopfarterien des Menschen

Die Arteria buccalis („Backenarterie“) ist eine Schlagader des Kopfes und einer der Abgänge des mittleren Abschnitts der Arteria maxillaris. Sie zieht zwischen Musculus pterygoideus medialis und dem Ansatz des Musculus temporalis auf die Außenfläche des Musculus buccinator, wo sie sich verzweigt und Anastomosen mit der Arteria facialis und der Arteria infraorbitalis eingeht.
Die Arteria buccalis versorgt die Wange.